# Monistria concinna
Monistria concinna är en insektsart som först beskrevs av Walker, F. 1871.  Monistria concinna ingår i släktet Monistria och familjen Pyrgomorphidae. Inga underarter finns listade i Catalogue of Life.

## Bildgalleri

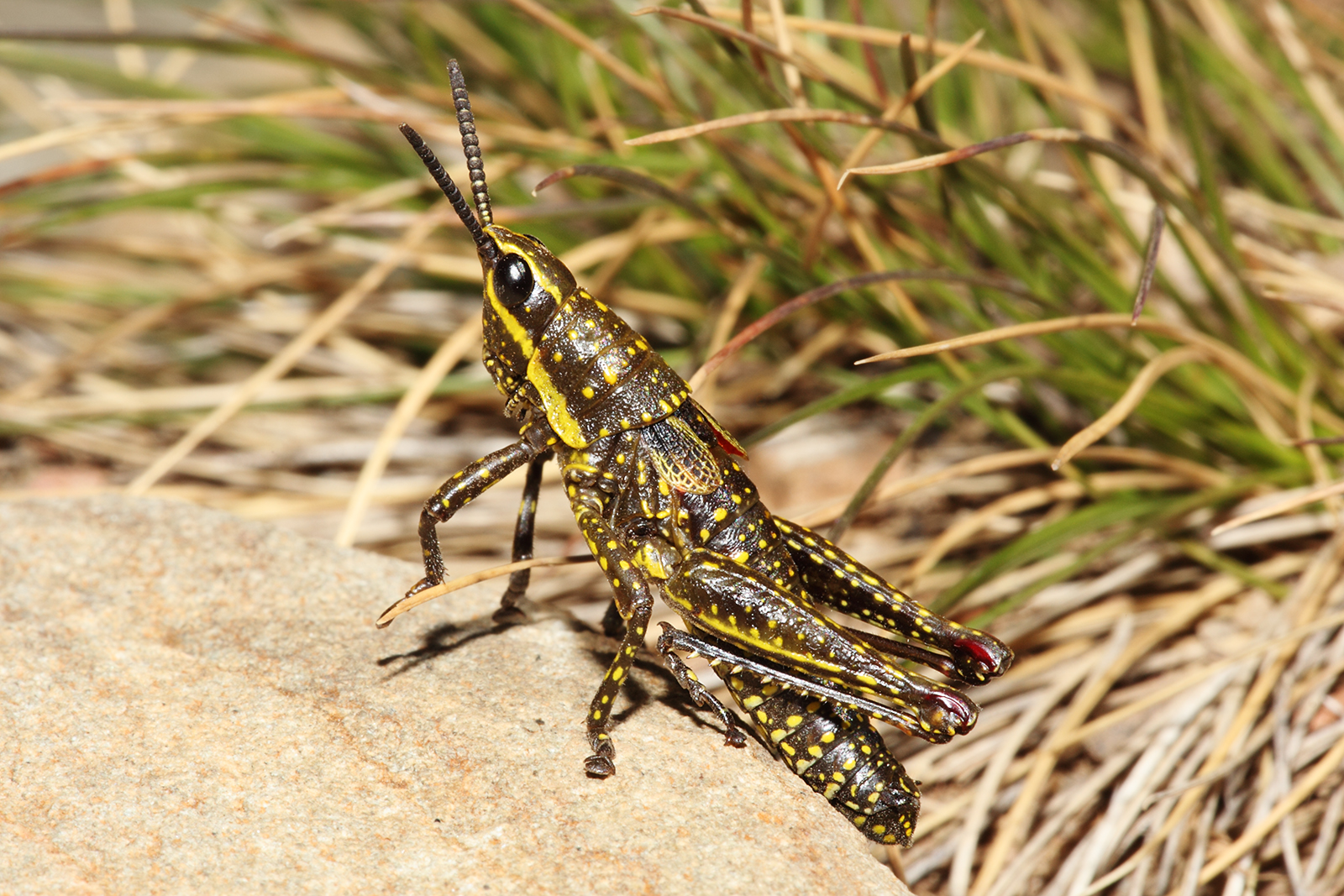
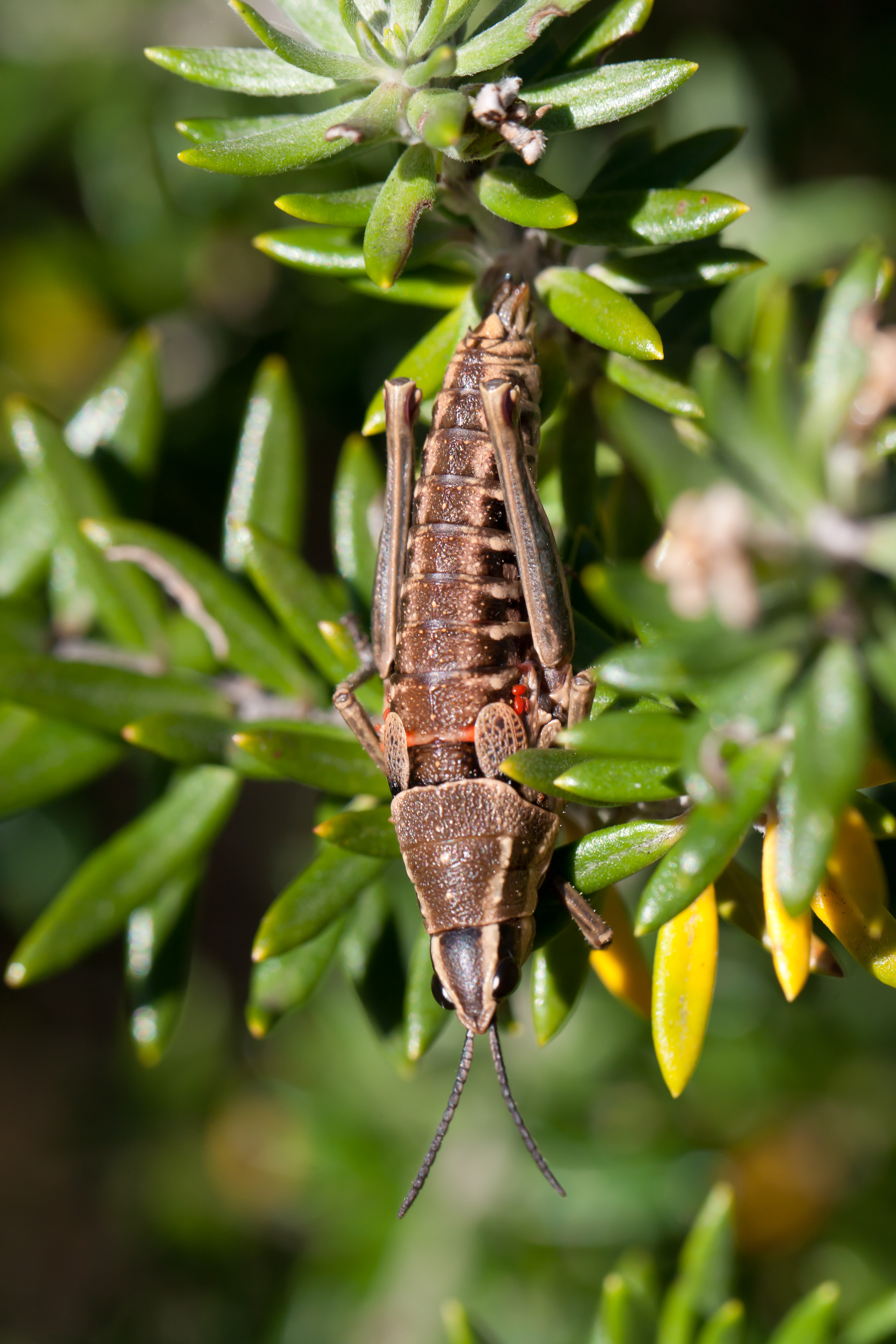
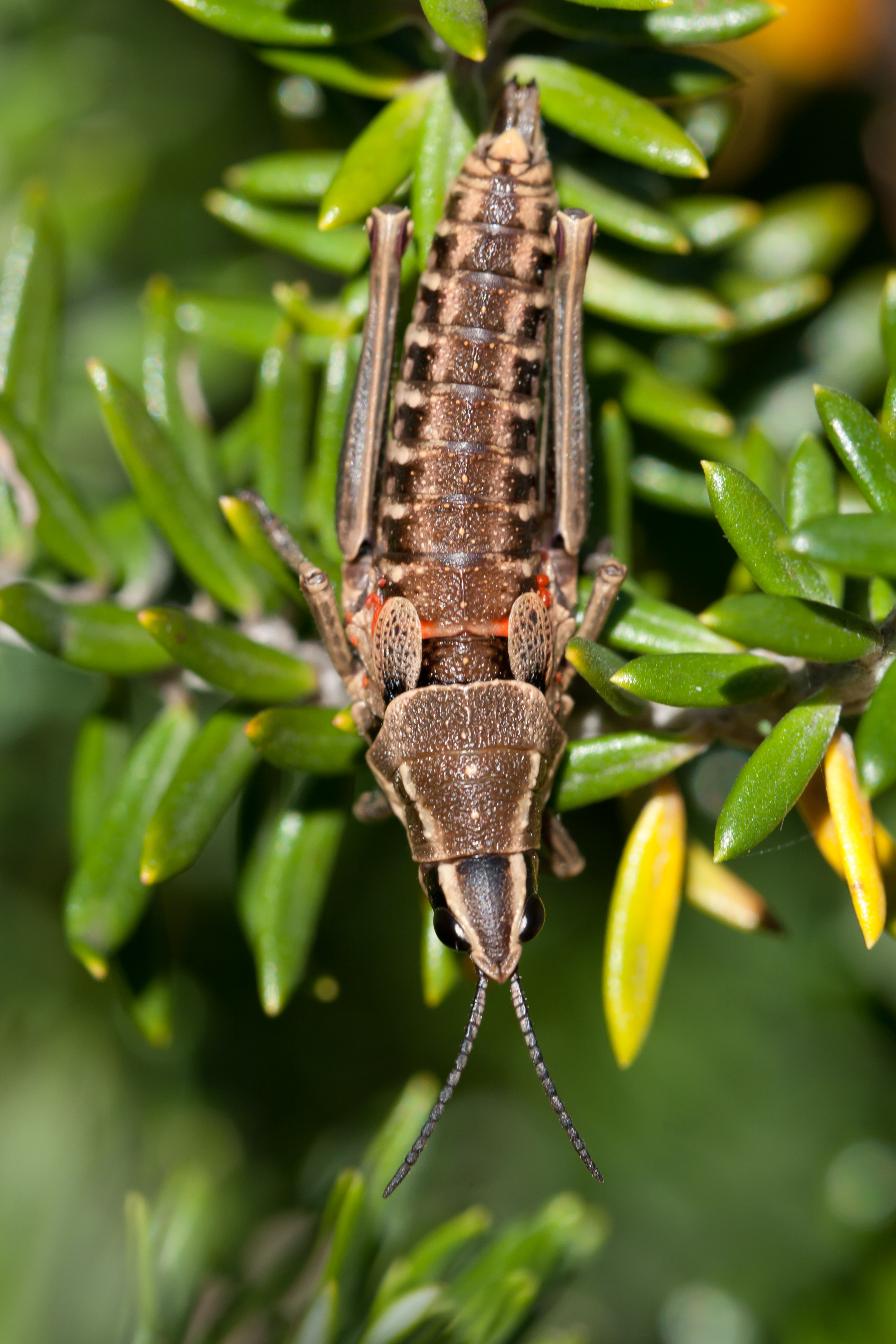
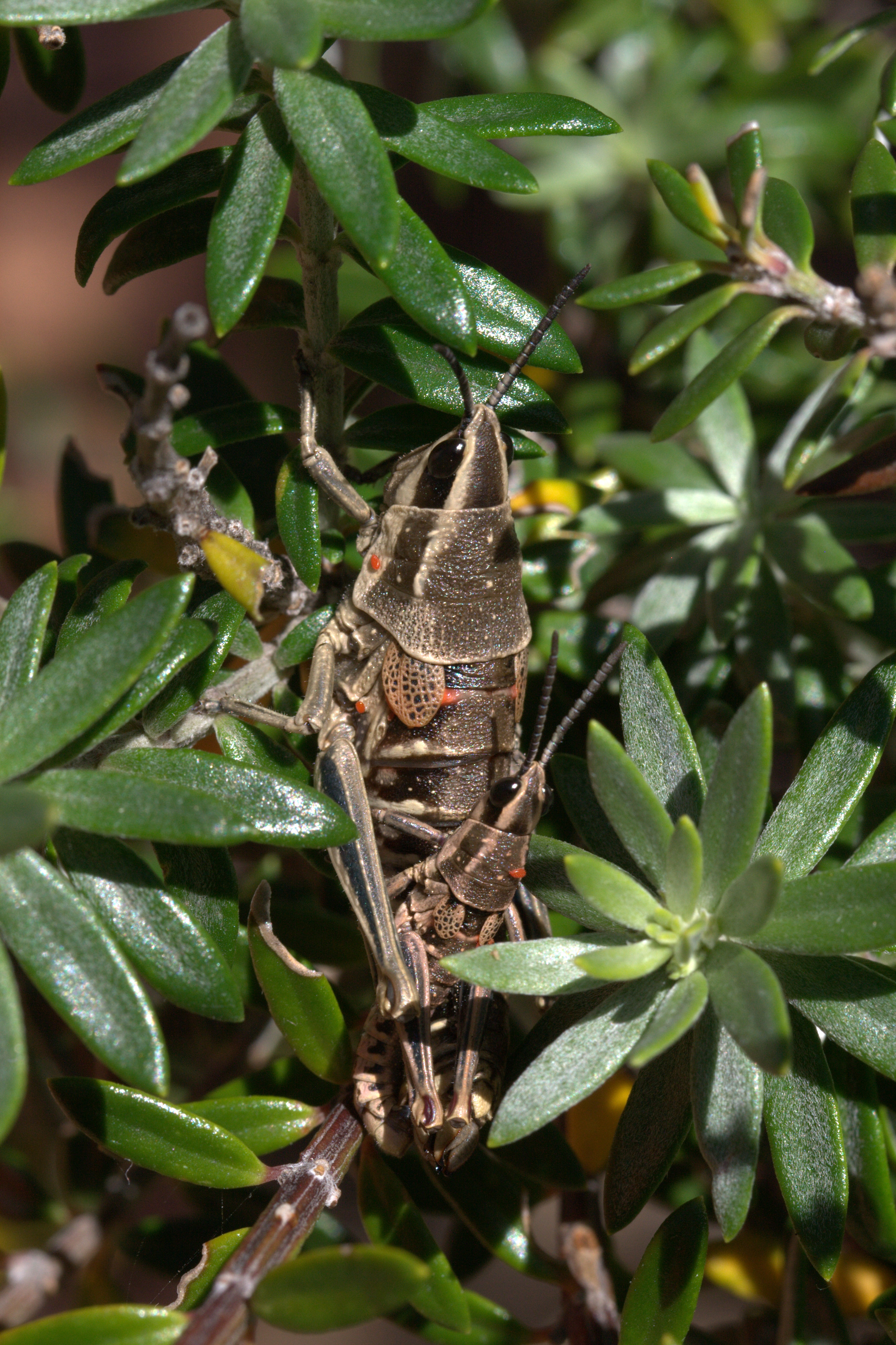
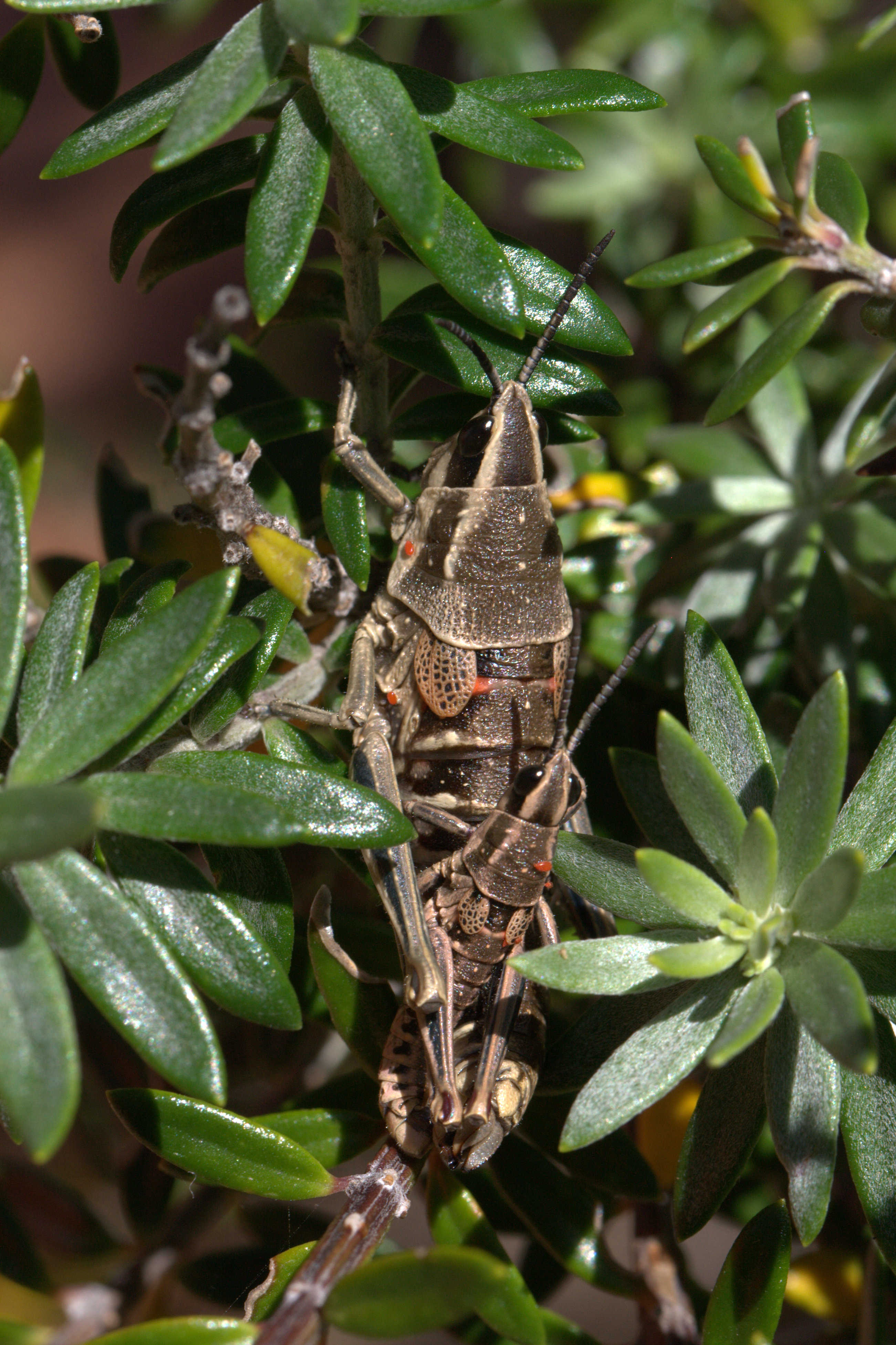
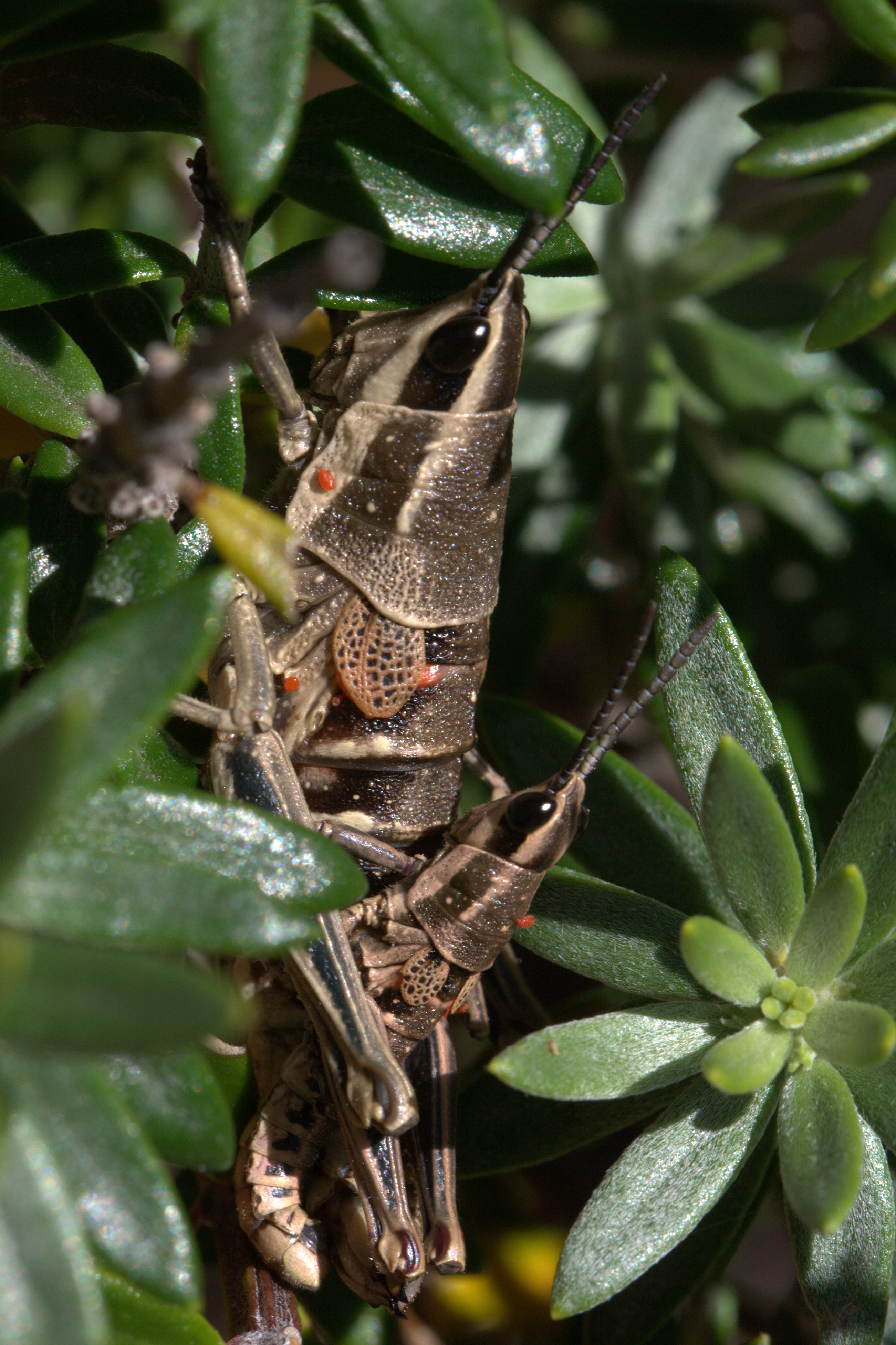